# قاموس ماكميلان الإنجليزي للتعليم المتقدم
قاموس ماكميلان الإنجليزي للتعليم المتقدم أو كما يعرف بقاموس ميدال (medal). والذي تم نشرة لأول مرة في عام 2002  من قبل تعليم ماكميلان، ويعرف قاموس ميدال بأنه قاموس للتعليم المتقدم والذي تتشارك فيه غالبية المميزات والسمات من قبل هذا النوع من المعاجم.

## نبذة
يقدم القاموس تعريفات بلغة مبسطة، باستخدام مفردات تعريفية مختارة بعناية. وتحتوي معظم مفردات القاموس على جمل لتوضيح كيفية استخدام المفردات وضمان معرفة المعنى. ويتم تقديم معلومات حول كيفية تراكب المفردات  نحويًا ولغويا.

## الابتكارات
قدم قاموس ميدال عددا من الابتكارات العديدة منها :
- صندوق اللغويات مما يوفر قائمة من المفردات المتكررة والذي تم تطويرة باستخدام محرك سكيتش

(sketch engine software)
- توفير معلومات تكرار المفردات، فمع أكثر 7500 كلمة إنجليزية متكررة معروضة باللون الأحمر ومصنفة في ثلاثة نطاقات تردد، استناداً إلى الفكرة المستمدة من قانون زيبف، فإن عدداً نسبياً من المفردات ذات التردد العالي يمثل نسبة عالية من معظم النصوص.

- صناديق الاستعارة، فهو ابتكار لتوضيح كيف تميل المفردات المستخدمة للتعبير عن المفاهيم الشائعة مثل (anger) إلى التعبير عن إطار مجازي مشترك. وهذا يستند إلى أفكار جورج لايكوف حول الاستعارة المفاهيمية
- فصل يتكون من 50 صفحة يوفر إرشادات حول كيفية كتابة اللغة الإنجليزية الأكاديمية، استناداً إلى التعاون مع مركز اللغة الإنجليزية في لوفان، بلجيكا واستخدام بيانات مجموعة المتعلمين بالمركز.

## النشر
ان قاموس ماكميلان للغة الإنجليزية متوفر أيضًا كقاموس إلكتروني متوفر مجانا على الشبكة العنكبوتية مثل اغلبية القواميس المتوفرة على الشبكة. ويستفيد من القدرة على تحديث وإضافة محتوى بكلمات ومعاني جديدة بأنتظام. بالإضافة إلى القاموس، ويحتوي إصدار الإنترنت على موسوعة وظيفية تمكّن المستخدمين من العثور على مرادفات لأي كلمة أو عبارة أو معنى. وهنالك أيضًا (مدونة قاموس ماكميلان) والذي يدون منشورات يومية حول اللغة الإنجليزية العالمية والعوامل المؤثرة عليها والتغييرات التي تحدث للغة. ويسمح «القاموس المفتوح» للمستخدمين بتوفير إدخالات القاموس الخاصة بهم للكلمات الجديدة التي صادفوها. وقد تم الاعتراف بالطبعة عبر الإنترنت كمثال جيد على هذا النوع الناشئ من النشر المرجعي.

## الطبعات
- صدرت الطبعة الأولى في عام 2002 م

- صدرت الطبعة الثانية بعدها في خمس سنوات في عام 2007 م

## روابط خارجية
- ماكميلان قاموس اللغة الإنجليزية على الإنترنت
- قاموس ماكميلان الإنجليزي - الإصدار الثاني
- مركز اللغويات الإنجليزية